# Dahlia’s tear
Dahlia’s Tear to szwedzki projekt muzyczny (Dark Ambient) za którym kryje się Anile.D. Muzycznie Dahlia’s Tear obraca się w stylistyce dark ambient/industrial. W swoim dorobku posiada 4 płyty.

## Dyskografia
| rok  | tytuł                                                                                              | format     | producent              |
| ---- | -------------------------------------------------------------------------------------------------- | ---------- | ---------------------- |
| 2011 | Dreamsphere                                                                                        | Digipak CD | Cold Meat Industry     |
| 2007 | Under Seven Skies                                                                                  | Digipak CD | Thonar Records         |
| 2007 | My Rotten Spirit Of Black                                                                          | CD         | Alcor Productions      |
| 2005 | Harmonious Euphonies Supernatural Traumas Mesmerising Our Existences In Radient Corpuscle Galaxies | CD         | Ravenheart Productions |